# 佐藤水産
佐藤水産株式会社（さとうすいさん）は、主に水産加工品の製造、販売を行う日本の企業である。
本社は札幌市中央区宮の森3条1丁目5-46、北海道内に4工場、直営小売店8店舗、直営レストラン3店舗を持つ。
鮭を主力商品とし天然物しか扱わない。又、特定店でのみ取り扱うほしのゆめと厳選素材の具をたっぷり使った『海鮮おにぎり』は人気商品の一つである。
札幌ドームの一塁側フェンスに広告を掲げている。

## 沿革
- 1948年 佐藤三男により、佐藤商店として創業する。
- 1949年 石狩町（現：石狩市）に工場を建設。
- 1964年 札幌市（現:札幌市西区）琴似に工場を建設。
- 1972年 東京支社営業所を新設。
- 1976年 えりも町に工場を建設。
- 1985年 佐藤壽が社長就任。
- 2008年 創立60周年。
- 2012年 札幌市中央区宮の森に本社を移転。
- 2017年 創業70周年。
- 2018年 第72回北海道新聞文化賞を受賞。

## 店舗
- 大通公園店（札幌市中央区）
- サーモンファクトリー店（北海道石狩市）
- 羊ヶ丘通り店（札幌市豊平区西岡）
- 市場店（札幌市中央区）
- 宮の森店（札幌市中央区・本社1階）
- 新千歳空港店（北海道千歳市）
- 丸井今井店（札幌市中央区）
- 札幌三越店（札幌市中央区）
- 羽田空港店（東京都大田区）

過去の店舗
- 本店（札幌市中央区）- 入居していた交洋ビルを含む、北4条西3丁目一帯の再開発が決まったため、2024年1月に閉店。大通公園店が事実上の後継店舗となる[1]。

## レストラン
- オールドリバー（石狩市）

過去の店舗
- 海鮮創作料理ジュノー（札幌市中央区）
  - 店舗が入居する札幌丸井今井の大通別館ビルの賃貸契約満了に伴い[2]、丸井今井から建物オーナーに返還されることになることに伴い2014年に閉店。
- 海鮮まるだい亭（札幌市中央区）
  - 当社運営の料亭[3]。2020年6月15日閉店[4]。

## 工場
- 石狩工場（石狩市）
- サーモンファクトリー工場 （石狩市）
- サーモンファクトリー第二工場 （石狩市）

## 関連会社
- 佐藤水産鮨株式会社（旧：佐藤食品）
- 佐藤水産レストラン株式会社
- 北海道産直センター